# Lanterna Verde (film)
Lanterna Verde (Green Lantern) è un film del 2011 diretto da Martin Campbell.
Basato sull'omonimo personaggio di DC Comics, è il primo stand-alone cinematografico sul personaggio di Lanterna Verde, e doveva essere inizialmente il primo film di un universo condiviso basato sui personaggi della DC, come controparte del Marvel Cinematic Universe (MCU) della Marvel Comics.
Il film fu un flop al botteghino e riscosse critiche negative, cancellando un sequel pianificato e l'universo condiviso ha subito un riavvio con il film L'uomo d'acciaio (2013), primo film del DC Extended Universe (DCEU).

## Trama
Miliardi di anni prima che la Terra si formasse, un gruppo di esseri chiamati "Guardiani dell'Universo", creò un esercito di guerrieri intergalattici chiamato "Corpo delle Lanterne Verdi", armati con l'Essenza Verde della volontà. Divise poi l'Universo in 3600 settori, mandando una Lanterna Verde a proteggere ciascun settore. Una delle Lanterne Verdi, Abin Sur, del settore 2814, sconfisse Parallax, posseduto dall'Essenza gialla della paura, imprigionandolo su Ryut, un pianeta in rovina. Molto tempo dopo Parallax riesce a fuggire dalla sua prigione e, mesi più tardi, dopo avere ucciso quattro Lanterne Verdi e distrutto due pianeti, si reca nel settore 2814 e ferisce mortalmente Abin Sur, che a malapena riesce a fuggire sul pianeta Terra, dove, prima di morire, incarica il suo anello di trovare il suo degno successore sul pianeta.
L'anello sceglie il pilota collaudatore Hal Jordan, che viene trasportato sul luogo dell'atterraggio, dove Abin Sur lo nomina suo successore, ordinandogli di prendere la sua Lanterna (che serve per ricaricare l'anello), e di pronunciare il Giuramento delle Lanterne. Hal, giunto a casa, riesce in uno stato di trance a recitare il giuramento, diventando così la prima Lanterna Verde umana. Hal scopre la straordinaria forza donatagli dall'anello in occasione di una rissa fuori da un bar, riuscendo a colpire e scagliare i suoi aggressori con facilità impressionante. Dopo questo episodio l'anello lo trasporta sul pianeta Oa, il quartier generale delle Lanterne Verdi. Qui incontra il leader delle Lanterne Verdi, Sinestro, che non si dice entusiasta per il fatto che un umano sia stato scelto da Abin Sur come Lanterna, ma accetta di sottoporre Hal all'addestramento.
Hal apprende che tutti i suoi poteri derivano dalla forza del suo anello, che è alimentata dalla sua stessa volontà. Più è forte la sua volontà e più letale risulterà ogni suo attacco. Hal però ritiene di non essere all'altezza delle altre razze aliene; oltretutto Sinestro lo reputa inadatto al ruolo di lanterna, per via del timore che mostra in combattimento e di conseguenza Hal abbandona Oa e torna a casa, mantenendo tuttavia l'anello e la lanterna.
Sulla Terra, intanto, lo scienziato Hector Hammond viene portato in una struttura governativa segreta, in cui gli viene ordinato di eseguire l'autopsia sul corpo di Abin Sur, appena recuperato; purtroppo una parte del potere oscuro di Parallax è penetrata nel corpo di Abin Sur e accidentalmente Hector la tocca, venendone contagiato e iniziando a sviluppare diverse capacità come la telepatia e altri poteri telecinetici, il tutto a prezzo della sua salute mentale. Inoltre, mano a mano che il potere oscuro di Parallax si manifesta sempre più, Hector subisce anche una specie di trasformazione, ovvero un ingrossamento della sua testa che lo rende simile a Parallax stesso.
Hector, attraverso i suoi nuovi poteri, scopre che in realtà è stato incaricato di eseguire l'autopsia su Abin Sur sotto raccomandazione del padre, il senatore Robert Hammond, e non per i suoi meriti; per questo lo scienziato, deluso dal comportamento del genitore, decide di vendicarsi di lui, pianificando un modo per ucciderlo. Nel frattempo i Guardiani rivelano a Sinestro che Parallax una volta era anch'egli un Guardiano, fino a quando non decise di provare a controllare l'essenza gialla della paura; corrotto da questo oscuro potere, si trasformò nella potente creatura che terrorizza tutto l'Universo, incarnando la paura stessa.
Siccome Parallax è diretto verso Oa, Sinestro chiede il permesso ai Guardiani di forgiare un anello giallo, che dia a chi lo indossa il potere di controllare l'Essenza gialla della Paura, in modo da contrastarlo con il suo stesso potere quando arriverà per attaccarli.
Nel frattempo sulla Terra, durante una festa Hector tenta di uccidere il padre, sabotandone l'elicottero con i propri poteri telecinetici, ma il senatore viene soccorso da Hal, che usa l'anello e salva la vita anche della collega, nonché sua ex fidanzata, Carol Ferris.
Quest'ultima, durante una visita di Hal come Lanterna Verde, riconosce che sotto la maschera e il costume si cela proprio il suo amico. Hector, nel frattempo portato alla base dai militari a causa della sua mutazione, tenta nuovamente di uccidere il padre e stavolta ci riesce, nonostante il disperato tentativo di Hal; durante lo scontro Hector scopre che la Lanterna Verde è proprio Hal, suo vecchio compagno di liceo, e gli rivela che Parallax è in cammino verso la Terra per distruggere il pianeta, per poi recarsi a Oa e annientare una volta per tutte le Lanterne Verdi. Perciò Hal torna su Oa per avvertire Sinestro, il quale non ha alcuna intenzione di mandare i suoi uomini a morire per difendere la Terra. Hal, sconfortato, chiede almeno il permesso di difendere da solo il proprio pianeta, cosa che gli viene concesso dai Guardiani stessi.
Hal, tornato sulla Terra, riesce a salvare appena in tempo Carol, rapita da Hector, che minacciava di iniettarle la stessa essenza gialla della paura che lo ha infettato se Hal non avesse rinunciato ai suoi poteri. Perciò Hal consegna il suo anello a Hector, che ora crede di controllare sia la volontà che la paura, ma l'anello risponde solo ai comandi di chi esso ha scelto; così quando lo scienziato cerca di uccidere Hal con l'essenza verde della volontà l'anello si rifiuta di colpire il suo padrone ed Hector viene colpito dal suo stesso attacco. Nello stesso momento giunge Parallax, che assorbe l'essenza gialla di Hector e lo uccide. Hal riesce a recuperare l'anello e, dopo avere messo al sicuro Carol, attira Parallax lontano dalla Terra.
Ricordando una lezione ricevuta su Oa quando gli è stato insegnato a usare l'anello, Hal riesce ad attirare Parallax vicino alla superficie incandescente del Sole: una volta raggiunta la distanza giusta Hal riesce a sfruttare la forza gravitazionale della stella per spingervi contro il nemico, che viene incenerito. Hal così salva la Terra e il resto dell'universo, ma lo sforzo dell'impresa è stato tale da fargli perdere i sensi.
Prima che Hal faccia la stessa fine di Parallax, arrivano Sinestro e le altre Lanterne Verdi Kilowog e Tomar-Re, che lo salvano e lo riportano su Oa, dove tutto il Corpo delle Lanterne Verdi gli rende omaggio e giura che il suo gesto verrà ricordato per sempre. Hal, ormai una Lanterna Verde a tutti gli effetti, torna a casa e trova Carol ad aspettarlo.
Nella scena dopo i titoli di coda, su Oa, Sinestro si impossessa dell'anello giallo e lo indossa.

## Produzione

### Sviluppo

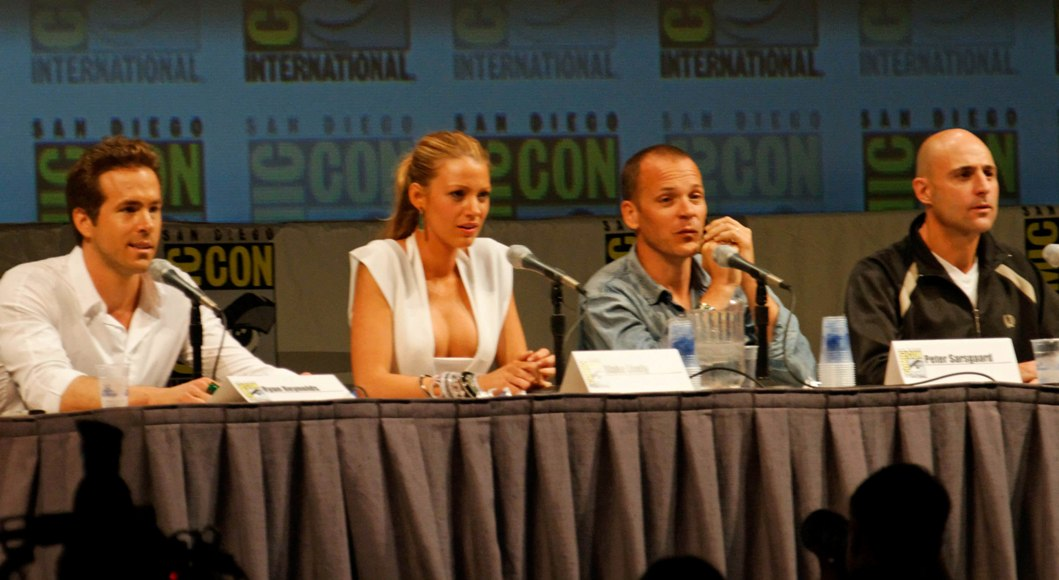
Il cast di Lanterna Verde al Comic-Con

Nel 2006 la Warner Bros. ingaggia lo sceneggiatore Robert Smigel per scrivere una commedia d'azione su Lanterna Verde, interpretata da Jack Black; lo studio cancella il progetto a causa della reazione negativa da parte dei fan. Nel 2007 lo studio cerca di ingaggiare Kevin Smith per scrivere un film serio sul personaggio, ma egli declina l'offerta; anche Zack Snyder declina l'offerta di dirigere la pellicola.
Successivamente Corey Reynolds scrive un nuovo adattamento del fumetto; lo sceneggiatore vuole interpretare il personaggio di John Stewart nella pellicola, in cui sarebbero presenti anche Hal Jordan, il Corpo delle Lanterne Verdi e la Justice League. Lo studio apprezza la sceneggiatura e fissa una data di uscita per il 2010: successivamente lo studio abbandona il progetto di Corey Reynolds e ingaggia Greg Berlanti, Marc Guggenheim e Michael Green per scrivere un nuovo film con Hal Jordan protagonista. La sceneggiatura del film include anche Guy Gardner e Clark Kent in piccoli ruoli.
Nel 2008 Martin Campbell viene ingaggiato come regista. La data di uscita viene fissata per il dicembre 2010, per poi essere posticipata al giugno 2011. Nel luglio del 2009 Ryan Reynolds viene scelto per interpretare Hal Jordan; successivamente entrano nel cast Blake Lively, Mark Strong, Tim Robbins e Peter Sarsgaard.

### Riprese
Le riprese iniziano a New Orleans il 15 marzo 2010, con un budget di 150 milioni di dollari.

### Post-produzione
Il film entra in post-produzione il 6 agosto 2010; verrà convertito nella tecnologia 3-D.

## Promozione
La prima immagine ufficiale di Ryan Reynolds nei panni di Hal Jordan viene pubblicata sul mensile Entertainment Weekly il 16 luglio 2010. Il primo trailer del film viene pubblicato nel novembre 2010, sia in lingua originale sia in lingua italiana.

## Distribuzione
Il film è stato distribuito negli Stati Uniti d'America il 17 giugno 2011, mentre in Italia a partire dal 31 agosto 2011.

## Accoglienza

### Incassi
Con un budget di 200 milioni di dollari, ne ha incassati solamente 237 in tutto il mondo, rivelandosi un flop.

### Critica
Il film è stato stroncato dalla critica e ha ricevuto recensioni generalmente negative dal pubblico. Su Rotten Tomatoes ha una percentuale del 25% su 248 recensioni con un voto medio di 4,6 su 10, mentre su Metacritic ha un punteggio di 39 su 100. A causa dell'insuccesso del film, Ryan Reynolds ha affermato di non volere più tornare a lavorare sul personaggio, escludendo un suo coinvolgimento futuro per un possibile reboot.

## Altri media
- Un videogioco basato sul film, dal titolo Lanterna Verde: L'ascesa dei Manhunters (Green Lantern: Rise of Manhunters), è stato sviluppato da Double Helix Games e Griptonite Games e distribuito in Italia a settembre dello stesso anno dell'uscita del film per le piattaforme PlayStation 3, Xbox 360, Wii, Nintendo DS e Nintendo 3DS.[26][27][28]
- La Six Flags ha aperto due montagne russe dal nome Green Lantern (Lanterna Verde) e Green Lantern: First Flight (Lanterna Verde - Prima missione) in concomitanza con l'uscita del film.[29] Anche il parco a tema australiano di Warner Bros. "Movie World" ha aperto un coaster per pubblicizzare l'uscita del film.[30]
- Nella scena durante i titoli di coda del film Deadpool 2 (2018), il mercenario chiacchierone spara alla versione reale di se stesso mentre legge il copione del film soddisfatto.
- Nel film d'animazione Teen Titans Go! - Il film (2018) Lanterna Verde stesso fa riferimento al film dicendo che c'e n'è stato uno su di lui ma tuttavia che preferirebbe non parlarne.
- In Sonic 3 - Il film (2024), viene fatto riferimento al lungometraggio cinematografico quando il dottor Ivo "Eggman" Robotnik (interpretato da Jim Carrey) prende in giro con suo nonno Gerald (interpretato anch'egli dallo stesso attore), dicendogli che non vedeva un nano-pugno da quando aveva guardato con odio il film Lanterna Verde anni fa.

## Sequel
Poco prima dell'uscita americana del film e conseguente insuccesso di critica e botteghino, la Warner Bros. aveva ufficialmente annunciato la realizzazione di un sequel (con il titolo provvisorio di Green Lantern 2) con Sinestro come villain come anticipato dalla scena finale del primo film. Nel seguito, secondo le voci, lo spazio cosmico era l'ambientazione principale, molto più presente rispetto al primo film. Inoltre gli autori di 'Lanterna Verde' erano ufficialmente al lavoro sullo script di un film su Barry Allen / Flash, che avrebbe visto un cameo di Ryan Reynolds proprio nei panni di Hal Jordan, per dimostrare l'avvio della serie di film del DC Extended Universe (DCEU), poi accantonato in favore di un nuovo inizio con L'uomo d'acciaio (2013).